# Gordon Köhler
Gordon Köhler (* 1987 in Magdeburg) ist ein deutscher Politiker (AfD) und seit 2021 Abgeordneter im Landtag von Sachsen-Anhalt.

## Leben
2003 erlangte Köhler den erweiterten Realschulabschluss. 2006 folgte der Abschluss zum Verwaltungsfachangestellten. Von 2006 bis 2007 arbeitete er als Sachbearbeiter für Geodienste und Baukoordinierung, von 2007 bis 2014 als Sachbearbeiter für Leistungsgewährung und Controlling. Von 2014 bis 2017 arbeitete er als Controller im Sozial- und Wohnungsamt. Während dieser Zeit erlangte er 2016 den Abschluss zum Verwaltungsfachwirt.
Gordon Köhler ist verheiratet und Vater von zwei Kindern.

## Politische Tätigkeiten
2014 trat Gordon Köhler in die Alternative für Deutschland ein. Seit 2015 ist er im Kreisvorstand der AfD im Jerichower Land und seit 2017 Kreisvorsitzender. Von 2018 bis 2020 war er bei AfD-Bundestagsabgeordneten bzw. bei der AfD-Bundestagsfraktion angestellt. Seit 2019 ist Köhler Mitglied im Stadtrat Gommern, im Kreistag Jerichower Land und Vorsitzender der Kreistagsfraktion AfD/Endert. Seit 2020 ist er Schriftführer im AfD-Landesvorstand und von 2020 bis zu seinem Einzug im Landtag war er Referent bei der AfD-Landtagsfraktion. Bei der Landtagswahl in Sachsen-Anhalt 2021 kandidierte er im Landtagswahlkreis Zerbst, zog jedoch über die Landesliste in den Landtag ein. Im Wahlkreis erreichte er mit 22,4 % den zweiten Platz hinter Dietmar Krause (CDU; 39,2 %).

## Mitgliedschaften
Seit 2014 ist Köhler Mitglied beim VfL Gehrden. Zudem ist er seit 2020 Mitglied bei der Freiwilligen Feuerwehr Lübs und im Verein Wir für Gommern.